# Herz-Jesu-Kirche (Pforzheim)

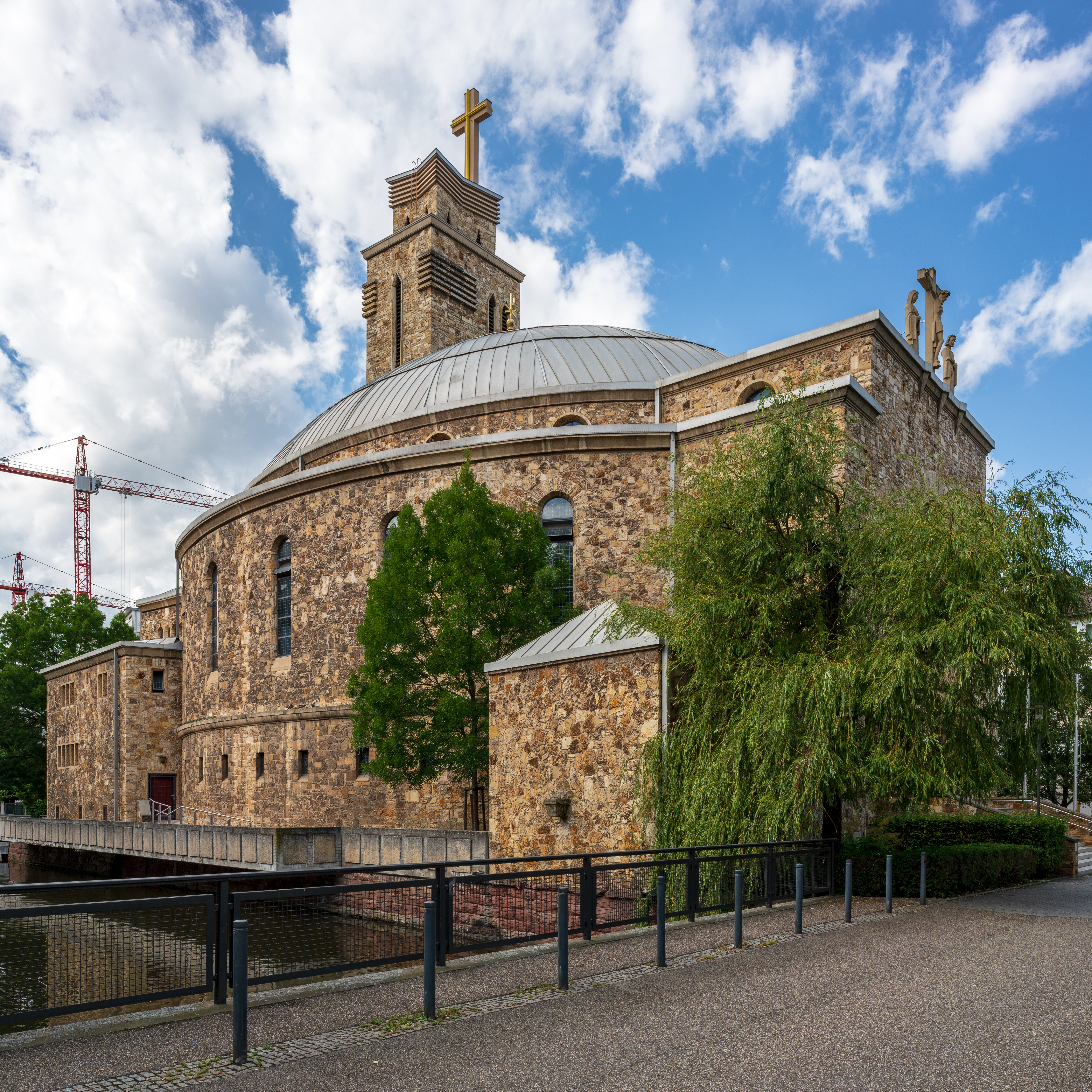
Herz-Jesu-Kirche in Pforzheim

Die Herz-Jesu-Kirche in Pforzheim in Baden-Württemberg ist eine römisch-katholische Kirche, die ursprünglich 1928/29 erbaut und nach kriegsbedingter Zerstörung 1948–1951 wieder aufgebaut wurde. Die Kirche gehört zur Katholischen Kirchengemeinde Pforzheim im Dekanat Pforzheim der Erzdiözese Freiburg.

## Geschichte
Nachdem der katholischen Gemeinde in Pforzheim für einige Jahrzehnte die 1891 eingeweihte Kirche St. Franziskus ausgereicht hatte, war diese in den 1920er Jahren zu klein geworden. 1925 wurde für die Gläubigen südlich der Enz eine eigene Pfarrkuratie eingerichtet, aus der die spätere Herz-Jesu-Gemeinde hervorging. Als Gotteshaus diente zunächst die Barfüßerkirche. 1926 errichtete die Gemeinde die Filialkirche St. Elisabeth auf dem Buckenberg, 1927 kam als weitere Filiale Würm hinzu. Die Gemeinde erwarb dann das Gelände der ehemaligen Enzschule und ein angrenzendes Grundstück an der Enz für den Bau einer neuen Kirche. Das Gelände war wegen seiner beengten und nach drei Seiten von hohen Gebäuden umgebenen Lage sicher nicht optimal für einen Kirchenneubau, beeinflusste dadurch aber auch die architektonische Gestaltung der Kirche, die von Kirchenbaumeister Otto Linder aus Stuttgart geplant wurde.
Die Grundsteinlegung für die Kirche erfolgte am 16. September 1928, nach etwa einjähriger Bauzeit waren Kirche und angebautes Pfarrhaus am 19. Oktober 1929 fertiggestellt. Weihbischof Wilhelm Burger hat die Kirche am 3. November 1929 eingeweiht. 1933 wurde die Herz-Jesu-Gemeinde zur Stadtpfarrei erhoben.
Beim Luftangriff auf Pforzheim am 23. Februar 1945 wurde die Kirche bis auf den Turm und die Grundmauern zerstört. Der Turm mit dem wuchtigen Kreuz, der die zerstörte Stadt Pforzheim überragte, galt als „Grabkreuz der Stadt“.

Inneres, Blick zum Altar

1946 begannen unter Architekt Linder Planungen zum Wiederaufbau der Kirche, deren Ruine man provisorisch weiter für Gottesdienste nutzte. Ein Rückschlag ereignete sich im Dezember 1947, als die für Gottesdienste genutzte erhaltene Krypta durch ein Hochwasser bis zu einer Höhe von 1,60 Metern überflutet wurde. Am 21. Juni 1948, einen Tag nach der Währungsreform, begann dann der endgültige Wiederaufbau, der bis 1951 abgeschlossen war. Der Wiederaufbau orientierte sich an der ursprünglichen Architektur, Details wurden allerdings anders gelöst. Zum Beispiel erhielt der zentrale Kirchenraum eine flache Kuppel statt dem ursprünglichen Walmdach. Am 10. Juni 1951 wurde die Kirche von Weihbischof Burger nochmals geweiht.
Die Katholiken auf dem Buckenberg zählten als Filialgemeinde zur Herz-Jesu-Gemeinde und erhielten 1957 ihre eigene Kirche St. Elisabeth.
1972 begann eine umfangreiche Sanierung der Kirche, die sich in mehreren Etappen bis 1975 hinzog und deren aufwändigster Teilschritt eine komplette Umgestaltung des Chorraumes war. Ab 1974 ereignete sich in der Kirche eine Reihe von Diebstählen, die zur zeitweiligen Schließung der Kirche bis auf die Gottesdienstzeiten führten.

## Beschreibung

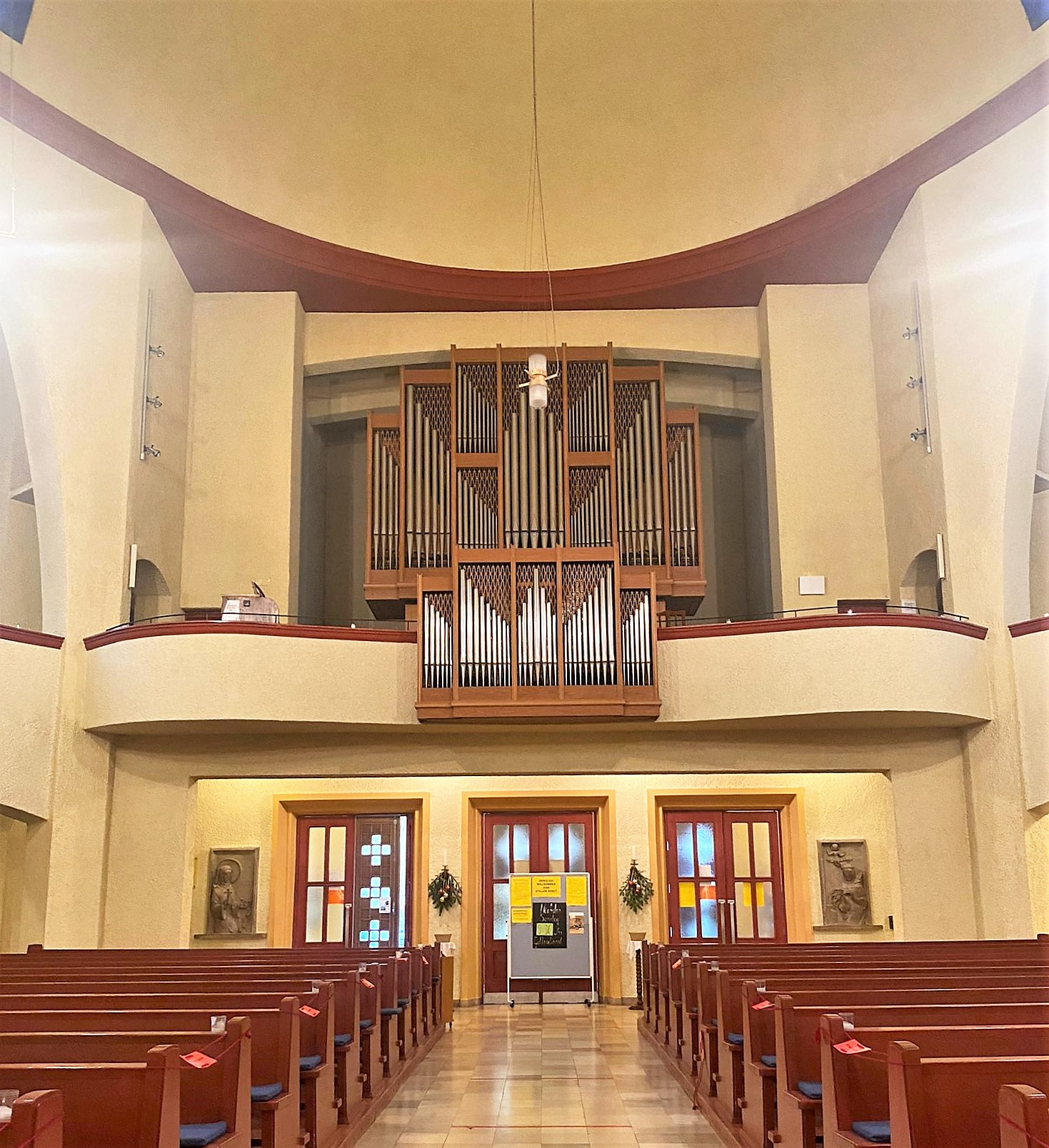
Inneres, Blick zur Empore

Die Kirche ist massiv aus goldbraunem Cannstatter Travertin erbaut. Der Kirchenraum hat die Form einer Ellipse und ist mit einer flachen Kuppel bedeckt. Die Pforzheimer Herz-Jesu-Kirche ähnelt in der äußeren Gestalt der Bludenzer Heilig-Kreuz-Kirche, die ebenfalls von Architekt Linder entworfen wurde.  Die Kreuzigungsgruppe über dem Portal schuf Edward Mürrle aus Pforzheim. 

### Orgel
Die Orgel auf der Empore von Herz-Jesu wurde 1979 von der Orgelwerkstatt E. Pfaff & Sohn aus Überlingen gebaut. Das Instrument verfügt über 40 Register auf drei Manualen und Pedal.

### Glocken
Im seitlich an den Chor gestellten massiven Kirchturm hängt ein vierstimmiges Glockengeläut, das von der Gießerei Friedrich Wilhelm Schilling in Heidelberg gegossen wurde, die große Glocke im Jahr 1957, die drei kleineren 1951.
| Glocke | Durchmesser | Gewicht  | Schlagton |
| ------ | ----------- | -------- | --------- |
| 1      | 1230 mm0    | 1246 kg0 | e′-4      |
| 2      | 986 mm      | 595 kg   | g′-4′     |
| 3      | 873 mm      | 414 kg   | a′-3      |
| 4      | 726 mm      | 240 kg   | c″-4      |

## Nachweise
1. ↑  Orgel Databank: Pforzheim,  Katholische Pfarrkirche Herz Jesu; hier auch die Disposition
2. ↑  Glockeninspektion Erzbistum Freiburg: Kath. Pfarrkirche Herz-Jesu in Pforzheim

Koordinaten: 48° 53′ 19,5″ N, 8° 41′ 57,6″ O